# Maschinengewehr 18 TuF
Maschinengewehr 18 TuF, kort MG 18 TuF, var en tysk vattenkyld tung kulspruta från första världskriget för pansarvärn och luftvärn. Vapnet var en vidareutveckling av kulsprutan Maschinengewehr 08 och sköt den mycket kraftiga gevärspatronen 13,2 × 92 mm TuF, där TuF står för Tank und Flieger (svenska: pansar- och luftvärn).
Den är känd för att ha varit en av de första moderna tunga kulsprutorna att konstrueras och byggas.

## Historia
Den kom i tjänst under första världskrigets slutskede, eller mer exakt 1918, men användes aldrig i strid och blev bara tillverkad i ca 50 exemplar.
Vapnet var mycket stort och otympligt vilket gjorde att den behövde 6 man för komplett bemanning. På grund av dess otymplighet sattes det primärt bakom fronten som understödsvapen.